# Alarm für Cobra 11 – Einsatz für Team 2
Alarm für Cobra 11 – Einsatz für Team 2 ist ein Spin-off der Serie Alarm für Cobra 11 – Die Autobahnpolizei. Die Dreharbeiten starteten im Jahr 2002. Protagonisten waren hier die Mitglieder des Cobra-12-Teams, bestehend aus Hauptkommissar Frank Traber (Hendrik Duryn) und Kommissarin Susanna von Landitz (Julia Stinshoff). (Duryn spielte zuvor auch schon in der Originalserie zweimal mit, allerdings mit jeweils anderen Rollen: in der Folge „Zwischen den Fronten“ (1998) als Gerry und in der Folge „High Speed“ (2001) als Klaus Weller. Auch danach spielte Duryn noch einmal in der Originalserie mit, auch hier in einer anderen Rolle: in der Folge „Die kleine Prinzessin“ (2013) als Dr. Stefan Jensen. Stinshoff hat bislang noch nicht in der Originalserie gespielt.)

## Handlung
In den Geschichten der frühen Folgen beeinträchtigen persönliche Differenzen zwischen den beiden Hauptfiguren die Ermittlungsarbeit, im Laufe der Zeit legen diese sich aber. Das Fehlen von Semir und Tom wird im Pilotfilm Countdown auf der Todesbrücke (Regie: Michael Kreindl/Raoul W. Heimrich) dadurch erklärt, dass sie sich bei einem Einsatz verletzten und von Traber und von Landitz vertreten werden müssen. Die übrige Besetzung der Autobahnpolizei ist mit der Originalserie identisch.
In der 2003 ausgestrahlten Folge „Verschwunden“ spielte Katja Woywood, welche später in der Hauptserie die Rolle der „Chefin“ Kim Krüger übernahm, eine von ihrem haftflüchtigen Ex-Mann entführte Frau.

## Vorspann
Da sich im Cobra-12-Team eine Frau befindet, verfügt die Serie über einen leicht geänderten Vorspann gegenüber dem alten Vorspann von Alarm für Cobra 11 – Die Autobahnpolizei. Gesprochen wird der Text von Patrick Linke.

„Ihr Revier ist die Autobahn.
Ihr Tempo ist mörderisch.
Ihre Gegner: Autoschieber, Mörder und Erpresser.
Einsatz rund um die Uhr für das Team von Cobra 11.
Unsere Sicherheit ist ihr Job.“

| Nummer | Folgen | Darsteller                        |
| ------ | ------ | --------------------------------- |
| 1      | 1–11   | Hendrik Duryn und Julia Stinshoff |

## Episodenliste

### Übersicht
| Staffel | Episodenanzahl | Deutschsprachige Erstausstrahlung | Deutschsprachige Erstausstrahlung |
| Staffel | Episodenanzahl | Staffelpremiere                   | Staffelfinale                     |
| ------- | -------------- | --------------------------------- | --------------------------------- |
| 1       | 5              | 17. April 2003                    | 22. Mai 2003                      |
| 2       | 6              | 27. Oktober 2005                  | 8. Dezember 2005                  |

### Staffel 1
| Nr. (ges.) | Nr. (St.) | Titel                         | Erstausstrahlung |
| ---------- | --------- | ----------------------------- | ---------------- |
| 1          | 1         | Countdown auf der Todesbrücke | 17. April 2003   |
| 2          | 2         | Tödliche Träume               | 24. April 2003   |
| 3          | 3         | Strafversetzt                 | 8. Mai 2003      |
| 4          | 4         | Verschwunden                  | 15. Mai 2003     |
| 5          | 5         | Der Augenzeuge                | 22. Mai 2003     |

### Staffel 2
| Nr. (ges.) | Nr. (St.) | Titel              | Erstausstrahlung  |
| ---------- | --------- | ------------------ | ----------------- |
| 6          | 1         | Zahltag            | 27. Oktober 2005  |
| 7          | 2         | Eiskalte Gier      | 3. November 2005  |
| 8          | 3         | Die Abrechnung     | 10. November 2005 |
| 9          | 4         | Fahrschule         | 17. November 2005 |
| 10         | 5         | Explosive Mischung | 1. Dezember 2005  |
| 11         | 6         | Zeugenschutz       | 8. Dezember 2005  |

## Besetzung

### Hauptdarsteller
| Darsteller      | Rollenname          | Folge(n) | Staffel | Bemerkungen            |
| --------------- | ------------------- | -------- | ------- | ---------------------- |
| Hendrik Duryn   | Frank Traber        | 1–11     | 1–2     | Kriminalhauptkommissar |
| Julia Stinshoff | Susanna von Landitz | 1–11     | 1–2     | Kriminalhauptkommissar |

### Nebendarsteller
| Darsteller        | Rollenname               | Folge(n) | Staffel | Bemerkungen                                     |
| ----------------- | ------------------------ | -------- | ------- | ----------------------------------------------- |
| Charlotte Schwab  | Anna Engelhardt          | 1–11     | 1–2     | Kriminaloberrätin, Leiterin der Autobahnpolizei |
| Gottfried Vollmer | Dieter Bonrath           | 1–11     | 1–2     | Polizeikommissar                                |
| Dietmar Huhn      | Horst „Hotte“ Herzberger | 1–11     | 1–2     | Polizeikommissar                                |
| Carina Wiese      | Andrea Schäfer           | 1–11     | 1–2     | Sekretärin, Lebensgefährtin von Semir           |
| Niels Kurvin      | Hartmut Freund           | 10–11    | 2       | Mitarbeiter der KTU                             |

### Gastdarsteller
| Darsteller     | Rollenname     | Folge(n) | Staffel | Bemerkungen                                                            |
| -------------- | -------------- | -------- | ------- | ---------------------------------------------------------------------- |
| Erdoğan Atalay | Semir Gerkhan  | 1        | 1       | Kriminalhauptkommissar                                                 |
| René Steinke   | Tom Kranich    | 1        | 1       | Kriminalhauptkommissar                                                 |
| Katja Woywood  | Tanja Hoffmann | 4        | 1       | spielte später Kim Krüger bei Alarm für Cobra 11 – die Autobahnpolizei |

## DVD
| Titel                                               | Erscheinungsdatum | Spieldauer  | Anzahl DVDs |
| --------------------------------------------------- | ----------------- | ----------- | ----------- |
| Alarm für Cobra 11 – Einsatz für Team 2 – Staffel 1 | 9. Sep. 2011      | 270 Minuten | 2           |
| Alarm für Cobra 11 – Einsatz für Team 2 – Staffel 2 | 14. Sep. 2012     | 270 Minuten | 2           |